# رامون مولر
رامون مولر (بالإسبانية: Ramon Muller)‏ هو مدرب كرة قدم ولاعب كرة قدم أرجنتيني في مركز الهجوم، ولد في 16 أبريل 1935 في روساريو في الأرجنتين، وتوفي في 12 مايو 1986 في نانت في فرنسا. لعب مع نادي بريوتشين ونادي بولون ونادي ستراسبورغ ونادي سوشو ونادي نانت ونيولز أولد بويز.

## وصلات خارجية
- رامون مولر على موقع قاعدة بيانات كرة القدم.إي يو (الإنجليزية)